# Kudímkar
Kudímkar o Kudymkar (en ruso: Кудымкар) es una ciudad del krai de Perm, en Rusia. Se encuentra 146km al noroeste de Perm y a 1080 al este de Moscú, en la confluencia de los ríos Inva, de la cuenca hidrográfica del Volga —el Inva es afluente del Kama, que desemboca en el Volga—, y Kuva. Su ciudad más cercana es Chórmoz, a 90km al este de Kumdykar. Es centro administrativo del raión homónimo. En 2008, contaba con una población de 30.964 habitantes. Hasta el 1 de diciembre de 2005 era capital del ókrug autónomo de los Komi-Permiacos. La ciudad es un pequeño centro industrial de los sectores del textil, la madera y los muebles.

## Historia
La historia de Kudímkar empieza en el siglo XVI. Las tierras en las que se encuentra pertenecían a la región de Perm desde 1472, y ésta era ya vasalla del Principado de Moscú. La ciudad fue fundada en 1579 con el nombre de Kudym-Kar, que significa, en idioma komi, Ciudad (kar) de Kudym. Hasta el siglo XX era  un pueblo que no superaba los 1000 habitantes. Con la reforma del gobierno local en 1925 entra en la RSFSR del ókrug autónomo de los komi-permiacos, del que será centro. En 1933 es nombrada asentamiento de tipo urbano, y en 1938 consigue el estatus de ciudad.

## Demografía
| 1959   | 1970   | 1979   | 1989   | 1998   | 2002   | 2008   |
| ------ | ------ | ------ | ------ | ------ | ------ | ------ |
| 21 800 | 26 400 | 28 400 | 33 451 | 33 800 | 31 914 | 30 964 |

## Nacidos en Kudímkar
- Piotr Subbotin-Permiak (1886–1923), pintor